# 甲状腺機能亢進症
甲状腺機能亢進症（こうじょうせんきのうこうしんしょう）とは、甲状腺ホルモンの分泌量（活性）が過剰になる疾患である。甲状腺ホルモンは細胞レベルで非常に大切なホルモンであり、体の殆どの組織に影響を及ぼす。代謝内分泌疾患の一つ。 この逆は甲状腺機能低下症であり、甲状腺が十分な甲状腺ホルモンを作らない疾患である
徴候や症状は人によって異なり、神経過敏、筋力低下、睡眠障害、心拍数の増加、暑がり、下痢、 甲状腺の肥大、手の震え、体重減少などである。 一般的には、高齢者や妊娠中の症状はそれほど深刻ではない。まれな合併症として甲状腺ストームがあり、これは感染症などの要因で錯乱や高熱などの症状が悪化し、しばしば死に至る。
有病率は、米国では人口の約1.2%である。女性では2～10倍の頻度で発症する 。発症は一般には 20～50歳の間であるが、全体的にはこの疾病は60歳以上の人に多く見られる。

## 病態
甲状腺ホルモンは身体にエネルギーの利用を促すホルモンであり、これが過剰になる事で全身の臓器細胞の働きが過剰になる。肉体及び精神に様々な影響を及ぼす。

## 症状
主に心臓の活動が上がって頻脈になり、エネルギー消費の亢進により多食や体重減少、重い疲労感などの症状が現れる。
 肉体及び精神の活性化による症状 
- 心拍数の増加、高血圧
- 発汗量の増加、体温の上昇
- 皮膚のかゆみ、口が乾く
- 手足の震え
- 躁状態、勇敢、やる気の増大
- 怒りやすくなる
- 生理周期が乱れる
- 眠りたいときに眠れない

 エネルギーや栄養素の消費量増大による症状 
- 食事量の増加、体重の減少、筋力の低下
- 動悸、不整脈（心房細動）、息切れ、目眩
- 異常に疲れやすい、強い疲労感、集中力の欠如
- 暑さに耐えられない
- 微熱が続く
- 髪の毛が抜ける
- 吐き気、嘔吐、下痢
- 鬱状態、無気力、不安感
- 睡眠時間の増加

治療をせずに長期間放置していると骨粗鬆症の原因となることもある。また、高齢者の場合はこういった症状が見られないこともある。低カリウム血症を来たした結果、周期性四肢麻痺を来たすこともある。爪甲剥離症を認めることがある。
神経性の症状としては震え、舞踏運動、筋疾患などがあり、中には震顫麻痺を起こす人（特に東洋人に多い）もいる。また、甲状腺機能障害は重症筋無力症とも関連があるとされている。甲状腺機能障害の中でもこの症状の場合は自己免疫によるものとされ、重症筋無力症の患者の5%が甲状腺亢進症を持っているとも言われる。甲状腺の治療の後も重症筋無力症の症状は殆どの場合改善されず、この二つの疾患がどう関係しているのかははっきりと分かっていない。そのほかの神経性の症状で甲状腺中毒症との関連が疑われている疾患に偽脳腫瘍、筋萎縮性側索硬化症、ギラン・バレー症候群に似た症状がある。
どのタイプの甲状腺亢進症でも視覚上の症状を伴うこともあり、瞼の萎縮による「凝視」や瞼の筋力が弱まったり運動が遅れたりすることもある。甲状腺亢進症の場合の「凝視」（ダルリンプル症候）は瞼が通常よりも上方向に萎縮する為に起こる（通常の位置は上部角膜輪郭で白目と虹彩の境目辺りにある）。瞼の筋力が弱まると物が二重に見えるなどする。瞼の運動が遅れる症状（グレーフェ症候）では目が下方向に物を追った際に瞼が虹彩と共に下方向に向かず、逆に上目で物を見ようとすると一時的に瞼の筋肉の萎縮が起こる。このような症状は甲状腺亢進症の治療をすることで消滅する。どちらの症状も甲状腺肥大（バセドウ病）のみに見られる眼球突出症と混同してはならない。眼球突出症は自己免疫性による眼窩部の脂肪の炎症によるもので、甲状腺亢進症を併発している場合はダルリンプル症候やグレーフェ症候を悪化させる可能性はある。
甲状腺中毒症は稀で重症な合併症であるが、患者の体調が悪くなったり身体的ストレスが加わった場合に発症することがある。症状として、40度以上の発熱、頻脈、不整脈、嘔吐、下痢、脱水症状があり、症状が悪化すると昏睡状態に陥ったり、死に至ることもある。

### 人間関係に及ぼす影響
性格に驚くほどの変化をきたすことが多い。ある程度自分の苦しみを隠す能力はあるが、すぐに行動や言葉に著しい変化が現れ、他の人は簡単に変化に気がつく。その変化の原因が突き止められない限り、すなわち、まだ診断されていない限り、問題の元を突き止めることができない。
特に夫婦関係に支障をきたすケースが多い。患者は気分の変転が多くなり、コミュニケーションがうまくいかず、多くは配偶者の行動を歪んで認識する。患者自身が病変による不慣れな感覚を理解するのに苦労しており、配偶者もストレスを共有するに至るため、誤解や誤った期待などの混乱、些細なことでの口喧嘩をもたらす。患者は口論のストレスにうまく対処できずに不仲になることが避けられない。甲状腺機能低下症と亢進症のどちらも同じ行動の変化が起こる。

## 原因

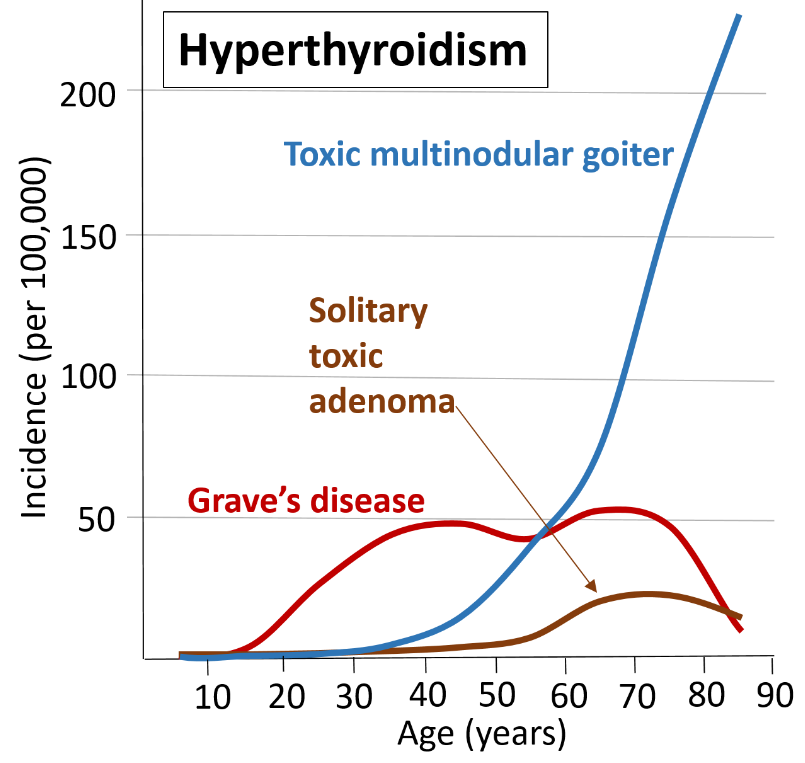
年齢別の原因

甲状腺内組織の活動が異常に活発になることにより、トリヨードチロニン(T3)又はチロキシン(T4)、或いは両方の甲状腺ホルモンの分泌量（活性）が過剰になる疾患である。
甲状腺機能亢進症の原因として多いのはバセドウ病である。これは甲状腺刺激ホルモン受容体に対する抗体によっておこる自己免疫疾患である。他の原因として甲状腺炎、プランマー病、甲状腺刺激ホルモンもしくは甲状腺刺激ホルモン様物質産生腫瘍、甲状腺ホルモンの過剰摂取などがある。厳密に言うと甲状腺機能亢進症(hyperthyroidism)と甲状腺中毒症(thyrotoxicosis)は同義ではないので注意。

## 診断
診断は過去の履歴や触診と血液検査によって判断される。
通常は血中の甲状腺刺激ホルモン(TSH)の量で判断される。甲状腺刺激ホルモン(TSH)が低い場合、血中のトリヨードチロニン（T3）とチロキシン（T4）の量が高くなり、脳下垂体の働きが抑制されている状態で、甲状腺亢進症を発症しているといえる。稀に甲状腺刺激ホルモン(TSH)が低い原因が脳下垂体に起因するものであったり、他の病気に起因する下垂体の抑制であることがあるため、トリヨードチロニン（T3）とチロキシン（T4）の量を確認するのも有効な手法である。
甲状腺肥大（バセドウ病）の反甲状腺刺激ホルモン受容体の抗体や甲状腺機能低下症の多くの原因となる慢性甲状腺炎（橋本病）の抗甲状腺ペルオキシターゼ'(TPO)抗体も診断の材料となることもある。また、甲状腺シンチグラフィは甲状腺亢進症と甲状腺炎の原因を掴むのに有効な検査である。
下垂体からの甲状腺刺激ホルモン(TSH)の量を検査するのと同時に、甲状腺からのトリヨードチロニン(T3)、Free-T3、チロキシン(T4)、Free－T4の数値も検査する。
甲状腺亢進症の多くは甲状腺に腫瘤を作る為、針による生体組織検査、超音波（エコー）、または他の放射性検査を行いこの腫瘤を癌などの腫瘍と鑑別する。
発作性の周期性四肢麻痺のため、救急外来受診の際には、血清カリウム値測定が必須である。カリウム値によっては生命に関わることもある。

## 治療法
一般的に適用されている甲状腺亢進症の治療方法は最初に甲状腺刺激ホルモンの抑制を行う薬を使い、後に手術や放射線アイソトープの治療を行うことが多い。どの方法も甲状腺機能低下症を起す可能性があり、その場合にはレボチロキシン(Levothyroxine) の投与で簡単に管理できる。

### 一時的治療

#### チオナマイド
チオナマイド系の薬品とは甲状腺刺激ホルモンの生産を抑制するもので、カルビマゾール（イギリスで使用されている）、メチマゾール（アメリカで使用されている）、とプロピルチオウラシルがある。チオナマイドは甲状腺ペルオキシターゼによるチログロブリンのヨード化を抑えるように働きかけ、これによりチロキシン(T4)を生成する。プロピルチオウラシルもまた甲状腺の外側で働き、活性化されていないチロキシン(T4)が活発なトリヨードチロニン(T3)に変化するのを防ぐ。甲状腺組織は通常甲状腺ホルモンを蓄えている為、チオナマイドの治療効果が出るのには何週間もかかり、服用量は何ヶ月もの間経過観察をしながら決める。
通常、治療初期には服用量が非常に多いが、長期にわたって大量に服用し続けると甲状腺機能低下症をきたすことがある。

#### β遮断薬
多くの甲状腺亢進症の症状として、めまい、震え、不安感などがあるが、これは細胞の表面の交感神経β受容体が増える為である。β遮断薬はこの症状を取り除くように働き、めまいに伴う頻脈を落ち着かせ、震えや不安感を減らす。この薬はチオナマイドの治療効果が出るのに何ヶ月もかかることがあり、その間の症状を落ち着かせ管理できるようにする為のものでその原因となっている甲状腺ホルモンの過剰を治す為のものではない。プロプラノロール（イギリス）やメトプロロール（アメリカ）が甲状腺亢進症の症状軽減の為の治療では多く使用されている。

### 恒久的治療

#### 手術
多くの場合、甲状腺亢進症は放射性ヨードの治療方法での完治の成功率が高い為、甲状腺全体或いは一部を取り除く手術は通常はあまり使われない。但し、バセドウ病の患者で薬の投与が難しい場合やヨードへのアレルギー反応がある場合、それから患者が放射性ヨードの治療に反対で手術を望む場合は手術治療を行う。また、一部の外科医は異常に肥大した甲状腺を持つ患者や既に眼球突出症の症状が出ている患者の場合に放射性ヨードを使うとなると大量のヨードが必要で、そういった治療は病状を更に悪化させる危険があると考える医者も存在する。甲状腺摘出の手術はかなり安全で、一部の外科医は甲状腺摘出を外来で行うこともある。

#### 放射性ヨード
ヨード-131(133I)（放射性ヨード）放射性アイソトープ治療の場合放射性ヨード-131の錠剤か液体を一回のみ内服することで異常に活性化された甲状腺の機能を破壊する。一回の内服で効果が見られない患者は更なる服用をすることもある。この治療の際のヨードは治療前の検査でスキャンに使うヨードとは違うものである。放射性ヨードは治療前の通常検査のスキャンの後に内服し、治療前のヨードは甲状腺亢進症の診断を確認する為のものである。放射性ヨードは甲状腺内の活発な細胞に付着し、それを破壊する。ヨードは甲状腺の細胞のみに付着する為（特に活発すぎる甲状腺細胞に簡単に付着する為）、細胞の破壊は甲状腺の部分的なもので、全身に広がるような副作用はこの治療にはない。放射性ヨードの治療は50年以上安全に行われており、唯一この治療法を適用しないのは妊婦や母乳を与えている女性のみである。
むしろチアマゾールによる催奇形性を避けるため、131Iによる妊娠前の治療は米国では日本に比べ多く行われている。
ただし、放射性ヨードの投与には鉛で遮蔽された病室を範囲に含む放射線管理区域内での投与となるので、実施可能な施設が限られる。また放射性ヨードが効率的に甲状腺へ集積するよう、事前にヨード制限食を摂る必要がある。

## 獣医学における甲状腺亢進症

### 猫
獣医学において、甲状腺亢進症は多くの高齢の家猫に多い内分泌系の疾患である。一部の獣医は10歳以上の猫の20%近くがこの疾患を発症すると推測している。甲状腺亢進症は最初に猫の発症が1970年代に確認されてから今では一般的に発症が認められている。猫の場合、最初は良性の腫瘍から始まるが、何故猫にそういった腫瘍が出来るのかは引き続き研究が進められている。
一方で、最近American Chemical Societyにより出版されたEnvironmental Science & Technologyによると多くの猫の甲状腺亢進症はポリ臭化ジフェニルエーテル（PBDEs）と呼ばれる多くの家具や一部の家電で防火物質として使われている環境汚染物質との関連が示唆されている。
この報告書の基となった調査はアメリカEPAのNational Health and Environmental Effects Laboratoryとインディアナ大学の共同調査によるものである。この中で、23匹の猫の甲状腺亢進症を調査したところ、若くて甲状腺亢進症の疾患のない猫と比べると血中のPBDEの量が三倍も高いことが分かった。本来ならば健康を害するようなPBDEやその他の内分泌抑制成分は人間や動物では血中にないことが望ましい。
最近では甲状腺細胞の構成的活性化を促す甲状腺刺激ホルモンのレセプターの突然変異も発見された。また、その他の甲状腺腫誘発物質（ゲニステイン、ダイゼイン、ケルセチンなどのイソフラボン）、ヨード、セレン成分を含む食事等もこの疾患を発症する原因とも考えられている。
多くの場合、急激な体重減少、頻脈、嘔吐、下痢、多渇症（水を大量に飲む）、多食や多尿症の症状が現れる。その他の症状として、多動症、攻撃的態度、心臓の雑音、ボサボサの毛や太く大きくなった爪などがある。発病した猫の約70%は甲状腺肥大を発症している。
猫の甲状腺亢進症の治療には人間と同様、三種類の治療（手術、放射性ヨード、甲状腺刺激ホルモン抑制剤）がある。薬の投与の場合は猫が生きる限り半永久的に服用が必要で、特に老猫の場合はこれが一番コストが安い方法にもなり得る。放射性ヨードと手術は殆どの場合完全に完治することが期待できる。一部の獣医は麻酔に伴うリスクを避ける為にも放射性ヨードの治療を好むが、放射性ヨードの治療はどの地域にもある治療法ではない為、必ずしもベストな方法ではない。これは放射性ヨードの治療の場合、その治療を行う施設は放射線の技術とそれ専用の設備を必要とされ、また治療をした動物の尿、汗、唾液、便には一定期間放射能を含む為に入院患者の特別対応が必要で三週間程度の入院の可能性がある為である。アメリカの場合、放射能レベルのガイドラインは州によって違い、マサチューセッツ州などの一部の州では入院は二日のみで、その後は向こう数週間の尿や便などの処理方法などを説明された上で家に帰宅できる。手術は主にどちらか一方の甲状腺のみが影響している場合にのみ行うことが多い。但し、この場合に、手術後に手術しなかったほうの甲状腺が活性化することもあり得る。人間同様に手術の後遺症としては甲状腺機能低下症が上げられる。

### 犬
犬においては甲状腺亢進症は非常に稀で（1%又は2%以下の犬に発症）、多くの場合はその反対の甲状腺機能低下症を発症する。犬が甲状腺亢進症を発症する場合、甲状腺機能低下症の治療の為の甲状腺ホルモンのサプリメントを過剰に投与した場合に起こることが多い。この為、甲状腺亢進症の症状は甲状腺ホルモンのサプリメントの投与量を調整することで消滅する。
時に犬の場合、甲状腺に機能性癌腫を発症することがあるが、多くの場合（約9割）にこの腫瘍は攻撃的な腫瘍で、体をどんどん蝕んでいき、他の組織（特に肺）へ転移しやすい為、予後は非常に悪い。手術は出来ないことはないが、多くの場合は動脈、食道、気管などの腫瘍の周りの組織への侵略度が大きく、非常に難しい手術である。この場合、腫瘍の大きさを小さくすることは可能である為、症状の軽減にはつながる。
犬が良性の機能性癌腫を発症した場合（発症数の約10%）は治療も予後も猫と同様である。違いは犬の場合は漸近的であるのと同時に肥大した甲状腺が首に塊として見つかることである。